# 도난카이 지진

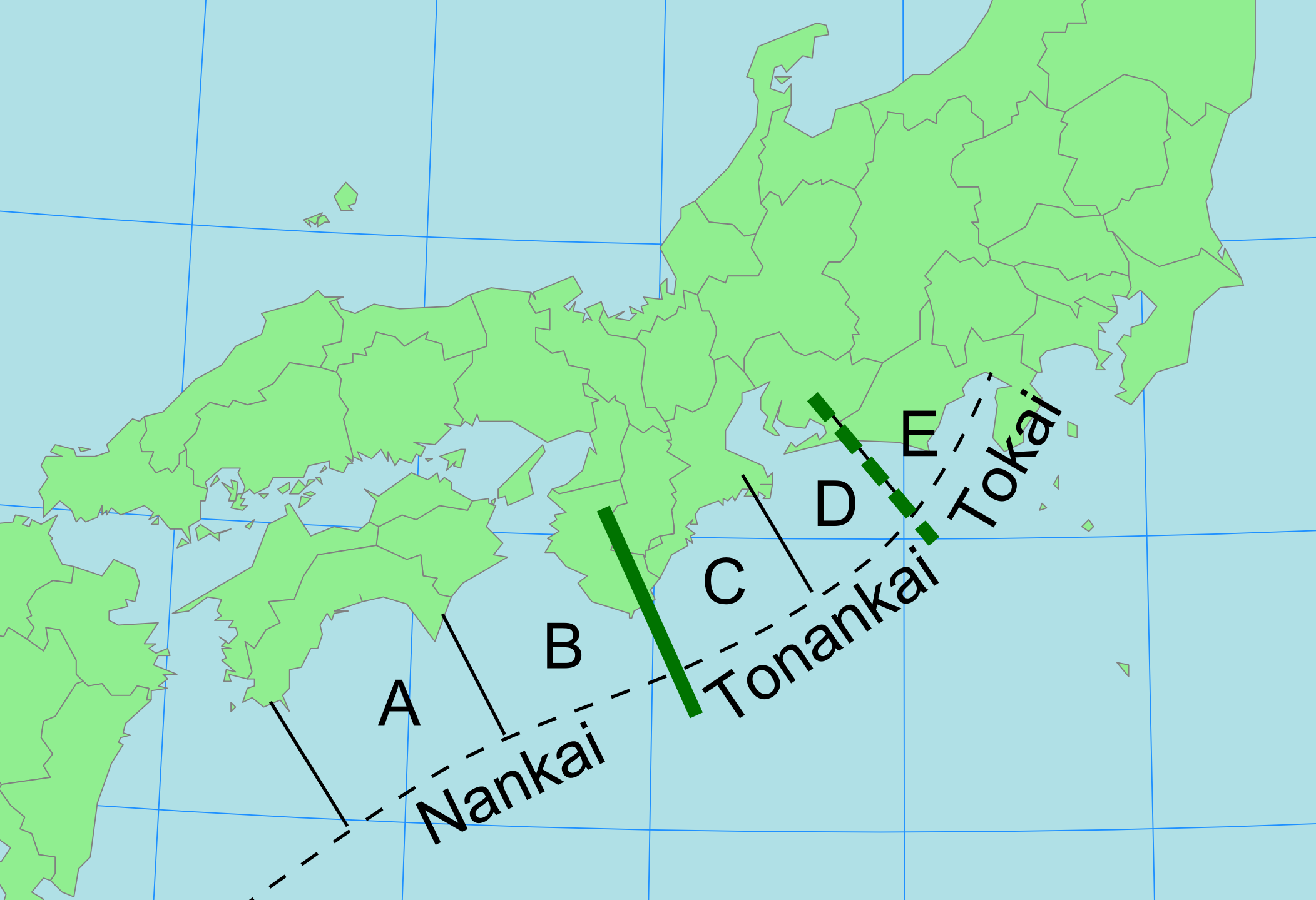
도카이·도난카이·난카이 지진의 진원지

도난카이 지진 또는 도난카이 대지진(東南海地震 도난카이지신[*]; 동남해 지진)은 기이반도 해역에서 엔슈나다에 걸친 난카이 해곡의 동쪽에서 주기적으로 일어나는 것으로 추정되는 지진이다. 규모는 매 주기 일어났던 지진 대부분이 M8을 넘으며 주기는 대략 100-200년으로 추정된다.
가장 마지막으로 일어난 지진은 1944년 12월 7일 진원이 기이반도 동남쪽 해역인 쇼와 도난카이 지진으로 원래 '도난카이 지진'이라 하면 1944년의 지진을 가리키는 말이었다. 1944년 지진으로 엔슈나다 해역(도카이도)에서 기이반도(난카이도)에 피해가 집중되어 '도난카이'라 부르게 되었으나 이후 연구 결과 과거에도 도난카이 지역에 지진이 있었음이 밝혀졌다. 도카이 지진이나 난카이 지진과 동시에 혹은 짧은 간격을 두어 연속으로 일어나기도 하나 진원역이 달라 서로 다른 지진으로 구분된다.

## 난카이 해곡의 진원역
난카이 해곡의 진원역은 5개의 세그먼트로 나눠지는데, 각각 A(도사만 해역), B(기이 수도 해역), C(구마노나다 해역), D(엔슈나다 해역), E(스루가만 해역)으로 나눠져 각 세그먼트마다 애스페리티가 존재한다. 또한 기이반도 해역을 기준으로 동서로 나눠 서쪽은 난카이 지진의 진원역(A, B)이며 동쪽은 기이반도 해역에서 하마나호 해역까지를 도난카이 지진 진원역(C, D), 하마나호 해역에서 스루가만까지를 도카이 지진 진원역(E)라 한다. 또한 난카이 해곡의 E 부분은 스루가 해곡이라고도 부른다.
현대까지 역사지진 기록에서 모든 세그먼트(A~E)가 거의 동시에 혹은 짧은 간격으로 지진이 일어나는 도카이·도난카이·난카이 지진(난카이 해곡 거대지진)이 일어났던 것으로 추정되는 경우가 수 차례 있었다. 또한 기이반도 해역 동쪽으로 한정할 경우 도카이 진원역까지 단층이 파괴되는 도카이-도난카이 연동 지진(C, D, E)과 하마나호 해역에서 단층 파괴가 끝나는 도난카이 지진(C, D)로 나뉜다. 즉 역사적으로 도카이 지진(E)만 단독으로 일어난 적은 없었으며 현재까지 기록상 도카이 지진으로 되온 것은 도난카이 지진과 전부 연동해 왔던 것으로 추정된다. 따라서 도난카이와 도카이를 구분하는 것(도카이를 E 단독으로 구분하는 경우)은 모호한 면이 있다. 판 경계와 함께 움직이는 영향받는 분기단층은 지진마다 다르기 때문에 난카이 해곡 거대지진 자체는 주기적으로 찾아오는 지진이나 그 특성은 각 지진마다 전부 다르다.
2011년 12월 발표된 일본 중앙방재회의의 '난카이 해곡 거대지진 모델 검토회' 중간보고에선 난카이 해곡을 따라 일어난다고 추정되는 거대지진의 최대 규모가 진원역이 거의 2배 정도 확대되어 잠정치 Mw9.0급이라고 발표했다.

## 지진 발생 확률
일본 지진조사연구추진본부에선 2013년까지 도카이/도난카이/난카이 단독 지진만의 확률을 계산하고 있었으며 세 지진의 연동형지진 확률에 대해서는 평가하고 있지 않고 있다.
| 구역          | 양상           | 규모(M)   | 평가 시점에서 30년내 발생 확률 | 평가 시점에서 30년내 발생 확률 |
| 구역          | 양상           | 규모(M)   | 2001년 1월 1일                 | 2011년 1월 1일                 |
| 도난카이 지진 | 판 경계간 지진 | M8.1 정도 | 50% 정도                       | 70% 정도                       |

2013년부턴 도난카이 지진 단독의 별도 진원 지역 평가는 하고 있지 않으며 난카이 해곡의 규모 M8-9급의 판 경계간 지진으로 전체적으로만 평가하며 각 세그먼트의 최대 규모의 지진에 대해서는 평가할 수 없다고 발표하였다. 난카이 해곡에서 일어나는 난카이 해곡 거대지진의 발생 확률은 다음과 같다.
| 구역        | 지진 종류      | 2021년 1월 1일 기준 | 2021년 1월 1일 기준 |
| 구역        | 지진 종류      | 규모(M)             | 30년 내 발생 확률   |
| 난카이 해곡 | 판 경계간 지진 | M8-9 규모           | 70% - 80%           |

## 쇼와 도난카이 지진

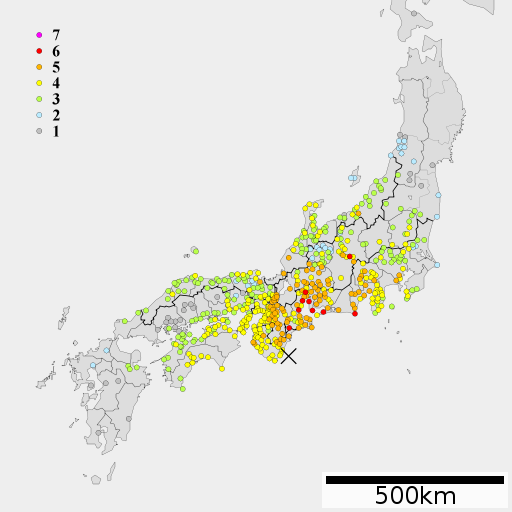
쇼와 도난카이 지진 당시 일본 각지에서의 진도를 그린 도표.

가장 마지막으로 일어난 도난카이 지진은 1944년 12월 7일 오후 1시 36분 일본 기이반도 동부의 쿠마노탄, 미에현 오와세시 해역 약 20km(북위 33도 8분, 동경 136도 6분) 지점에서 일어난 규모 M7.9의 지진이다. 사망자 및 실종자는 1,223명이다.
1945년의 패전 전후에 걸쳐 4년 연속으로 1000명을 넘는 사망자가 발생한 4대 지진(돗토리 지진, 미카와 지진, 난카이 지진) 중의 하나이다. 당시 일본 군부의 정보통제로 정보가 검열되었고 또 많은 1차적 기록도 소멸되거나 파괴되어 피해의 전체상을 파악하기 어려운 지진이다.
현존하는 기록 등에선 미에현 쓰시, 시즈오카현 오마에자키시, 나가노현 스와시(당시 일본은 전시상태로 군부가 정보를 통제하고 있어 단지 '스와 지진'이라고 부르고 말았다)에서 진도6을, 긴키에서부터 주부 지방까지의 광범위에 걸쳐 진도5를 관측하였다고 나와 있다. 관측소에 따라서는 지진의 강도가 측정범위를 넘어서서 강도를 모두 기록하지 못했을 정도이다. 또한 해외에서도 지진계 등의 정보로부터 대규모의 지진이 있었던 것은 인식되고 있다.
최근의 연구에서는 진원지는 직선상으로 광범위에 달하여 아이치현 미카와만 남쪽 연안으로부터 와카야마현 쿠시모토쵸의 남동쪽 연안에 달하는 난카이 트러프와 평행선상의 지역에서 발생했다고 보고 있다.

## 역사적 도난카이 지진
도난카이 지진의 진원역에서만 단독으로 지진이 일어난 것이 확실한 지진은 1944년 도난카이 지진 뿐이다. 에도 시대에 일어난 지진은 전부 도카이-도난카이 지진이 연동으로 일어났으나 그 이전 지진은 연동지진인지 여부를 알 수 없다. 아래는 도난카이 지진의 진원역이 포함된 것으로 추정되는 과거 지진 목록이다. 메이오 지진 이전은 율리우스력으로 썼으며 게이초 지진 이후는 그레고리력으로 날짜를 썼다. 지진 규모는 우사미(宇佐美, 2003)의 추정치를 인용했다. 하지만 고대의 지진은 단편적인 기록밖에 없어 정확성이 낮으며 모멘트 규모도 측정할 수 없다.
- 684년 11월 26일(11월 29일, 덴무 13년) 하쿠호 지진. (도카이 도난카이 난카이 연동으로 추정) M8.25
  - 일본서기의 기록에선 산사태나 쓰나미 기록에선 난카이도에 지진이 일어났을 것이라 기록했으나 영주급 집이나 사원, 신사가 다수 붕괴되었다고 기록하고 있으며 지질 조사를 통해 도카이와 도난카이에도 연동지진이 온 것으로 추정된다. 아이치현 이치노미야시의 타도유적에서 7세기 후반 모래층 흔적이 남아있으며 도난카이 지진의 진원역에 지진이 일어났던 증거인 것으로 추정된다.
- 887년 8월 22일(8월 26일, 닌나 3년) 닌나 지진. (도카이 도난카이 난카이 연동으로 추정) M8.0-8.5
  - 일본삼대실록에선 기나이의 막대한 피해 기록을 통해 난카이 지역에 지진이 일어났을 것이라 기록했으나 오기칠도에서 모두 지진을 경험했다는 기록과 지질 기록을 합쳐 추산하면 도카이 및 도난카이에도 연동형지진이 왔던 것으로 추정된다. 아이치현 이나자와시의 지조게 유적에선 헤이안 시대 전기에 모래층 흔적이 발굴되며 도난카이 지진의 증거로 추정된다.
- 1096년 12월 11일(12월 17일, 가호 3년) 에이초 지진. (도카이 도난카이 연동으로 추정) M8.0-8.5
  - 기나이, 비와호, 이비강 유역에 강한 진동을 느꼈으며 스루가만에 막대한 해일 피해를 입었다는 기록을 통해 도카이와 도난카이에 연동형 지진이 일어난 것으로 추정하고 있다.[20] 에이초 지진 2년 2개월 후 코와 지진이라는 이름의 난카이 지진이 일어났던 것으로 추정되나 그 존재에 관해선 논쟁이 계속되고 있다.[21]
- 1361년 7월 26일(8월 3일, 쇼헤이 16년, 고안 원년) 쇼헤이 지진.  (도난카이 난카이 연동으로 추정) M8.25-8.5
  - 태평기 등의 기록에선 1361년 난카이 해역에서 지진이 발생했다고 기록되어 있다. 고고학 조사 및 이세 신궁의 신궁문서 기록을 통해 도난카이 지진의 진원역에서도 지진이 일어났던 것으로 추정된다.[22][23]
- 1498년 9월 11일(9월 20일, 메이오 7년) 메이오 지진. (도카이 도난카이 연동으로 추정) M8.0-8.5
  - 기이국에서 보소반도와 가이국까지 지진의 진동을 느껴 도카이-도난카이 연동형 지진으로 추정된다. 지질 조사에서는 거의 같은 시기 난카이 해역에 지진이 일어났다 추정하고 있다.
- 1707년 10월 28일(호에이 4년) 호에이 지진. (도카이 도난카이 난카이 연동으로 추정) M8.6
  - 도카이·도난카이·난카이 지진이 동시에 발생했으며 규모는 M8.4-8.6으로 추정된다. 호에이 지진 49일 후에 후지산이 분화하여 호에이산 분화구가 만들어졌다.(호에이 대분화 참조) 사망자는 2만여명이고 가옥 붕괴가 6만채 이상이었으며 도사를 중심으로 큰 해일이 덮쳤다.
- 1854년 12월 23일(가에이 7년) 안세이 도난카이 지진. (도카이 도난카이 연동) M8.4
  - 진원역에 스루가만 안쪽 육지도 포함된 것으로 추정되며 강진을 느낀 영역이 광범위하고 후지강 하구 부근에 '지진산'이라 부르는 큰 단층이 만들어졌다.[24] 안세이 도난카이 지진 32시간 후 안세이 난카이 지진이 일어났다.
- 1944년 12월 7일(쇼와 19년) 쇼와 도난카이 지진 (도난카이 단독 지진) M7.9(Mw8.2)
  - 진원역은 시마반도 남남동쪽 해역 20km 해저이다. 아이치현을 중심으로 기이반도에 걸친 연안 지역에 대규모 피해를 입힌 지진이었으나 태평양 전쟁 시기 당시 보도통제로 상세한 보도가 이뤄지지 않았다. 쇼와 도난카이 지진에선 스루가만 지역의 단층이 파괴되지 않았다. 시즈오카현, 아이치현, 미에현을 중심으로 사망자 및 실종자 1,223명, 가옥 붕괴 17,599채, 주택 유실 2,129채의 피해를 입었다.
  - 도난카이 지진 2년 후인 1946년(쇼와 21년) 12월 21일 쇼와 난카이 지진이 일어났다.

아래는 난카이 해곡 거대지진이 100-150년을 주기로 온다는 정설 아래 지질조사에서 추정된 지진이다. 게이초 지진은 지진조사연구추진본부의 2001년 시점 지진장기평가에선 난카이 해곡 거대지진의 일부로 평가했으나 먼거리에서 온 쓰나미일 가능성도 부정할 수 없다는 견해와 난카이 해곡 거대지진이 아닌 이즈-오가사와라 해구 지진이라는 견해도 존재한다.
- 기원전 1500년 경 지진
  - 도쿄 대학, 고치 대학, 일본 해양연구개발기구의 지구심해탐사선 '지구'를 이용한 해저지층 시추 공동 조사 결과 1944년 쇼와 도난카이 지진 쓰나미의 흔적과 함께 기존에 알려지지 않았던 기원전 1500년경 쓰나미의 흔적이 발견되었다.[28]
- 13세기 전반 무렵으로 추정되는 지진
  - 역사 기록에선 확인되지 않으나 와카야마현 나치카쓰우라정 가와세키 유적의 자갈층과 미노시마 후지나미 유적에서 발견되는 토양 액상화 흔적을 통해 도난카이 지진을 포함한 난카이 해곡 거대지진이 있었다고 주장하기도 한다.
- 1605년 2월 3일(게이초 9년) 게이초 지진. (도카이 도난카이 난카이 연동으로 추정) M7.9
  - 이누보곶에서 규슈까지 태평양 연안 지역에 쓰나미가 강타하여 하치조섬에서 57명이 사망하고 기이반도 서안 히로무라에선 주택 700여채가 유실되었다. 아와시시쿠이에선 1,500명이 사망하고 도사고노우라에선 350명이 사망하고 무로토미사키곶 부근에선 400명 이상이 사망했다. 하지만 고문서에 도카이 지방에서 강진이 있었다는 확실한 기록이 발견되지 않아, 최소한 게이초 도카이 지진은 존재하지 않았다는 견해도 있다.[29]

## 이후의 발생 지진
도난카이 지역을 진원으로 하는 지진은 주기 이론에 따르면 21세기 전반에 지진이 올 가능성이 높은 것으로 추정된다. 일본 정부 내 지진조사연구추진본부의 조사에 따르면 2010년 1월 1일 기준 발생 확률은 30년 내 60-70%, 50년 이내 90%로 추정하고 있다.
내각부의 중앙방재회의에 설치된 '도난카이, 난카이지진 등에 관한 전문조사회'에서는 지진과 함께 거대 쓰나미의 발생규모 예측과 대응에 대해 조사를 하고 있다. 도난카이, 난카이 지진 등으로 불리는 것은 과거의 난카이 지진의 발생 시기가 도난카이 지진과 거의 비슷하며 양 지진(그리고 도카이 지진)이 연동하여 발생하고 있다고 지적되고 있기 때문이다.(도카이·도난카이·난카이 지진 참조)
이들 지진이 후지산의 분화의 원인이 되었다고 생각되는 사례가 있다(호에이 대분화).

## 21세기 이후 도난카이 진원역의 주요 지진
2004년 9월 5일과 7일 사이 3차례 M7.1, M7.5, M6.3의 지진인 기이반도 동남쪽 해역 지진이 일어났으나, 이 지진은 해구형지진이 아니며 해양판인 필리핀해판 내에서 일어난 역단층형 판 내부 지진이다.
2016년 4월 1일, 미에현 동남쪽 해역 깊이 29km 판 경계 지점에서 규모 M6.1, 최대진도 4의 지진이 일어났다. 도난카이 지진의 진원역에서 규모 M6 이상의 판 경계형 지진이 일어난 것은 쇼와 도난카이 지진의 여진 이후 처음이었다. 일본 기상청은 2016년 지진 이후 지진 활동을 주시하고 있으나 기상청에서 공식적으로 특별 경보를 발령하거나 기자 회견을 열진 않았다. 도카이 지진의 전조 현상을 관측할 때 도카이 지진 관련 정보를 발표하나 도난카이 지진의 진원역은 감시 및 발표 대상이 아니라 당시엔 도난카이 지진에 대한 경계를 발령할 방법도 없었다.

## 같이 보기
- 도카이 지진
- 휴가나다 지진